# Kistelek
Kistelek este un oraș în districtul Kistelek, județul Csongrád, Ungaria, având o populație de 7.161 de locuitori (2011). 

## Demografie
Componența etnică a orașului Kistelek
     Maghiari (97,06%)
     Romi (1,73%)
     Necunoscut (0,24%)
     Alții (0,96%)
Componența confesională a orașului Kistelek
     Romano-catolici (60,75%)
     Fără religie (10,21%)
     Reformați (2,56%)
     Necunoscută (25,47%)
     Alte religii (1,94%)
Conform recensământului din 2011, orașul Kistelek avea 7.161 de locuitori. Din punct de vedere etnic, majoritatea locuitorilor (97,06%) erau maghiari, cu o minoritate de romi (1,73%). Apartenența etnică nu este cunoscută în cazul a 0,24% din locuitori.  Din punct de vedere confesional, majoritatea locuitorilor (60,75%) erau romano-catolici, existând și minorități de persoane fără religie (10,21%) și reformați (2,56%). Pentru 25,47% din locuitori nu este cunoscută apartenența confesională.